# Макдермит (Невада)
Макдермит (енгл. McDermitt) насељено је место без административног статуса у америчкој савезној држави Невада.

## Демографија
По попису из 2010. године број становника је 172, што је 97 (-36,1%) становника мање него 2000. године.
| Група             | 2000.    | 2010.       |
| Белци             | 7 (2,6%) | 115 (66,9%) |
| Афроамериканци    | 0 (0,0%) | 1 (0,6%)    |
| Азијати           | 0 (0,0%) | 0 (0,0%)    |
| Хиспаноамериканци | 2 (0,7%) | 18 (10,5%)  |
| Укупно            | 269      | 172         |